# フィリピン国鉄

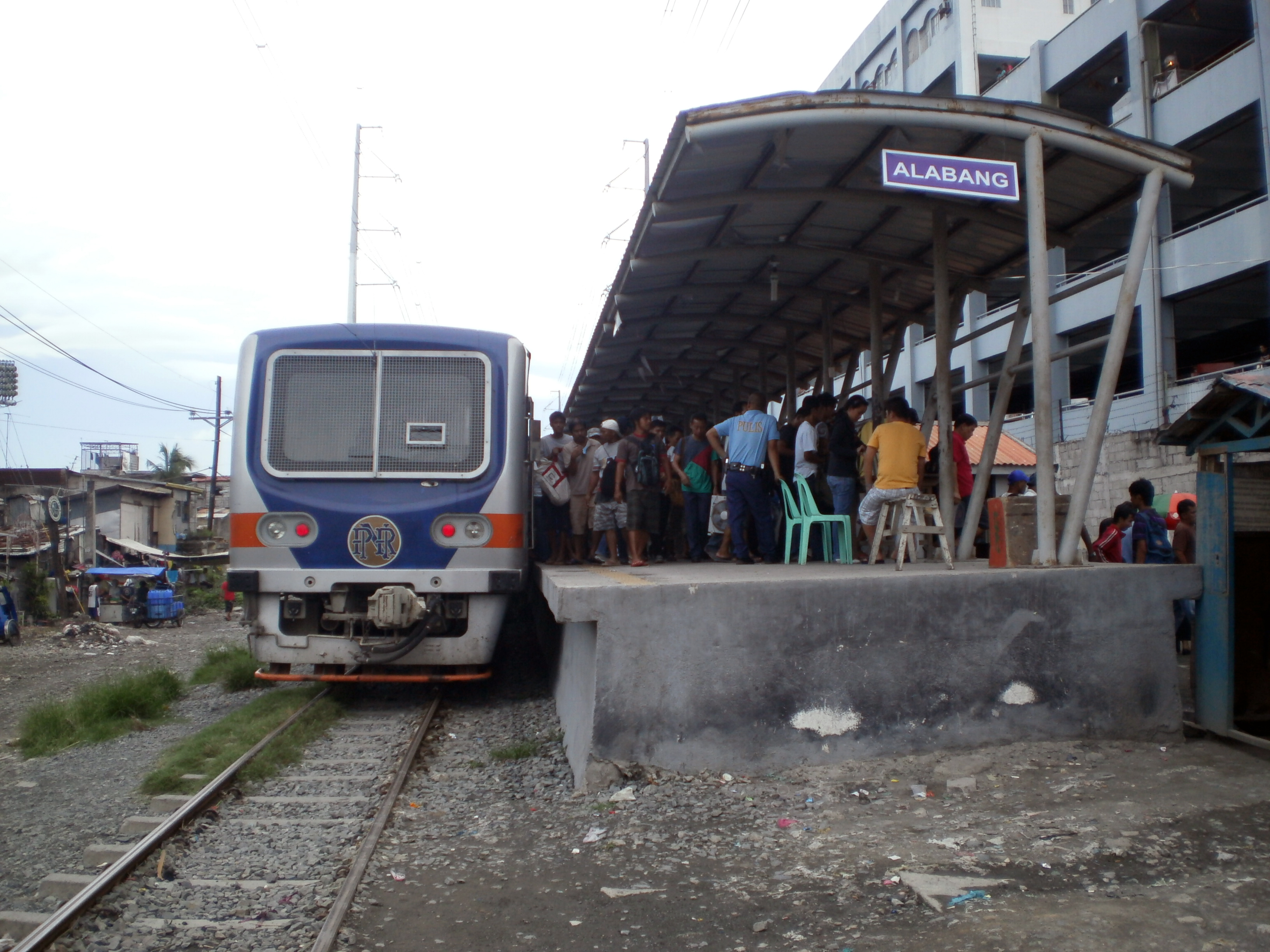
アラバン駅にて

フィリピン国有鉄道（フィリピンこくゆうてつどう、英語: Philippine National Railways, PNR、スペイン語: Ferrocarril Nacional de Filipinas）は、フィリピンの鉄道事業者で、フィリピン運輸省の一部門である。フィリピンのその他の鉄道についてはフィリピンの鉄道を参照のこと。

## 歴史

### 戦前
スペイン植民地時代の1875年6月25日、スペイン国王アルフォンソ12世の命令でルソン島に鉄道の計画が立てられた。1892年11月24日、マニラ・レールウェイ・カンパニー(Manila Railway Company, MRC)によってマニラ - ダグパン(Dagupan)間195 kmの営業が開始された。
1916年にMRCが国有化されてから、1940年までに北部サンフェルナンド(San Fernando)・南部レガスピ(Legaspi)まで延伸し現在の南北2路線の体制が整った。さらにサンホセ(San Jose)、カルメン(Carmen)、サンタクルス(Sta.Cruz)などへの支線が開通した。

### 戦後

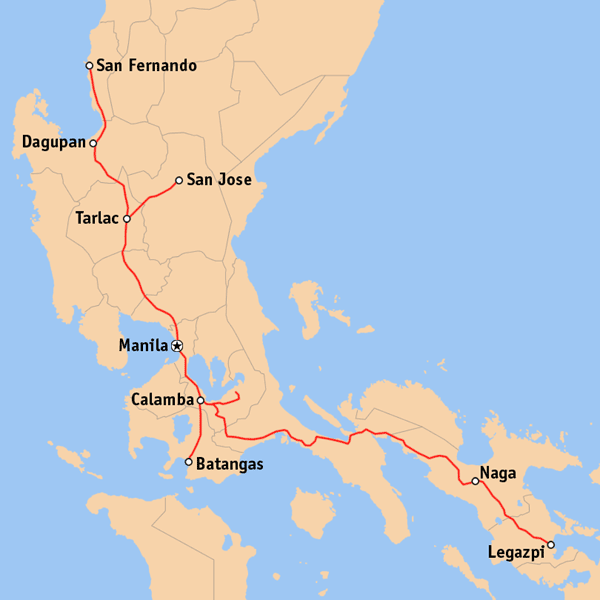
フィリピン国鉄路線図

第二次世界大戦で大きな被害を受けたものの、終戦後1945年から一時アメリカ陸軍の管理下に置かれ、戦前の路線1,140 kmのうち452 kmが復旧した。1946年2月1日フィリピンの政府に返還され、1946年6月20日、共和国条例によりフィリピン国鉄(PNR)が設立された。1954年 - 1957年にかけて蒸気機関車からディーゼル機関車への転換が行われた。
1973年の台風により北方線が一部休止、続いて1975年の大洪水により南方線のレガスピ付近で橋が流され、マニラからの列車はレガスピの手前12 kmまでの折り返し運転となる。
1979年7月23日にフェルディナンド・マルコス大統領が大統領令を発行し、運輸通信省(DOTC)の一組織となる。
1970年代以降は道路網の整備にともない、所要時間に勝る路線バスやジプニーに乗客を奪われるようになる。その結果資金不足で路線や車両の整備がおろそかになりさらに乗客を奪われるという悪循環に陥り、政治に翻弄されるようになる。
それでも1989年には、日本の政府開発支援により、国鉄南線活性化事業が実施され、ルセナ - ナガ間の長距離南方線245 kmが軌道整備された。その後1991年には、同じく日本の政府開発支援により、トゥトゥバン（マニラ） - エスパーニャまで56.6 kmの都市通勤線が整備されている。

### 近年
1991年のピナトゥボ山大噴火で北方線が不通、事実上の廃線となる。
1995年2月23日、マニラからカランバ(Calamba)までのコミューターライン（通勤列車、コミューター・エクスプレス、Commuter Express、略称Commex）の運行が開始される。2003年6月には、グロリア・アロヨ大統領の大統領府のもと、マニラ・ライトレール・トランジット・システムやマニラ近郊の国鉄線を合わせて信頼性の高い通勤ネットワークを構築する「ストロング・リパブリック・トランジット・システム」（Strong Republic Transit System）計画が承認され、以後マニラ近郊の国鉄線の整備が開始された。
しかし長距離路線はその後大打撃を受けている。2004年11月12日午前2時30分頃、ルソン島南部のパドレ・ブルゴス（Padre Burgos）付近で312人の乗客を乗せたレガスピ発マニラ行夜行列車が脱線、8両のうち客車5両が峡谷に転落し死者13名の大惨事となった。警察と国鉄はレールの盗難が原因としているが、速度超過が原因とも言われる。事故にあった客車はJR東日本が譲渡したものであった
。
さらに2006年9月、台風15号(Milenyo)で3箇所の鉄橋が流されビコール・エクスプレスは運休。北方線が事実上の廃線になったように、南方線もビニャン（Biñan）以南は一部路線も埋まり、路線上に不法占拠住宅（スクワッター）が建ち始め、廃線になるかと思われた。しかし、2010年6月29日、フィリピン国鉄の長年の補修作業により、マニラのトゥトゥバン駅からナガ駅を結ぶ夜行列車ビコール・エクスプレスの運行を再開した。
2010年8月には同年の台風被害のため、一時運行が停止したが、同年9月には再開され、1日2往復の運行がなされていたが、2012年10月にルセナ南方の地点で大雨による路盤崩落が起こり、ナガ行きビコール・エクスプレスが脱線転覆するという事故が発生した。線路や車両は復旧したが運輸通信省からの運転再開許可がないことを理由に、現在も運休が続いたままである。フィリピン国鉄公式サイトでは運休中とあるだけで、許可が下りない理由は明らかにされていない。
マニラ近郊の国鉄線については、2007年以降次第に面目を一新していった。2009年7月中旬、マニラ近郊のメトロ・コミューターでは韓国現代ロテム社製の新型ディーゼルカーが営業運転を開始している。また、南部のビコール半島でも近郊通勤路線構築の動きがある。2009年12月、ナガを中心としたビコールコミューター（Bicol Commuter）が運行を再開した。この区間では台風15号(Milenyo)での被害があまりなかったことから、台風でナガに取り残された5両の12系客車を整備して1日2往復運行されていたが、ほどなく廃止になった模様。

フィリピン国鉄の車両
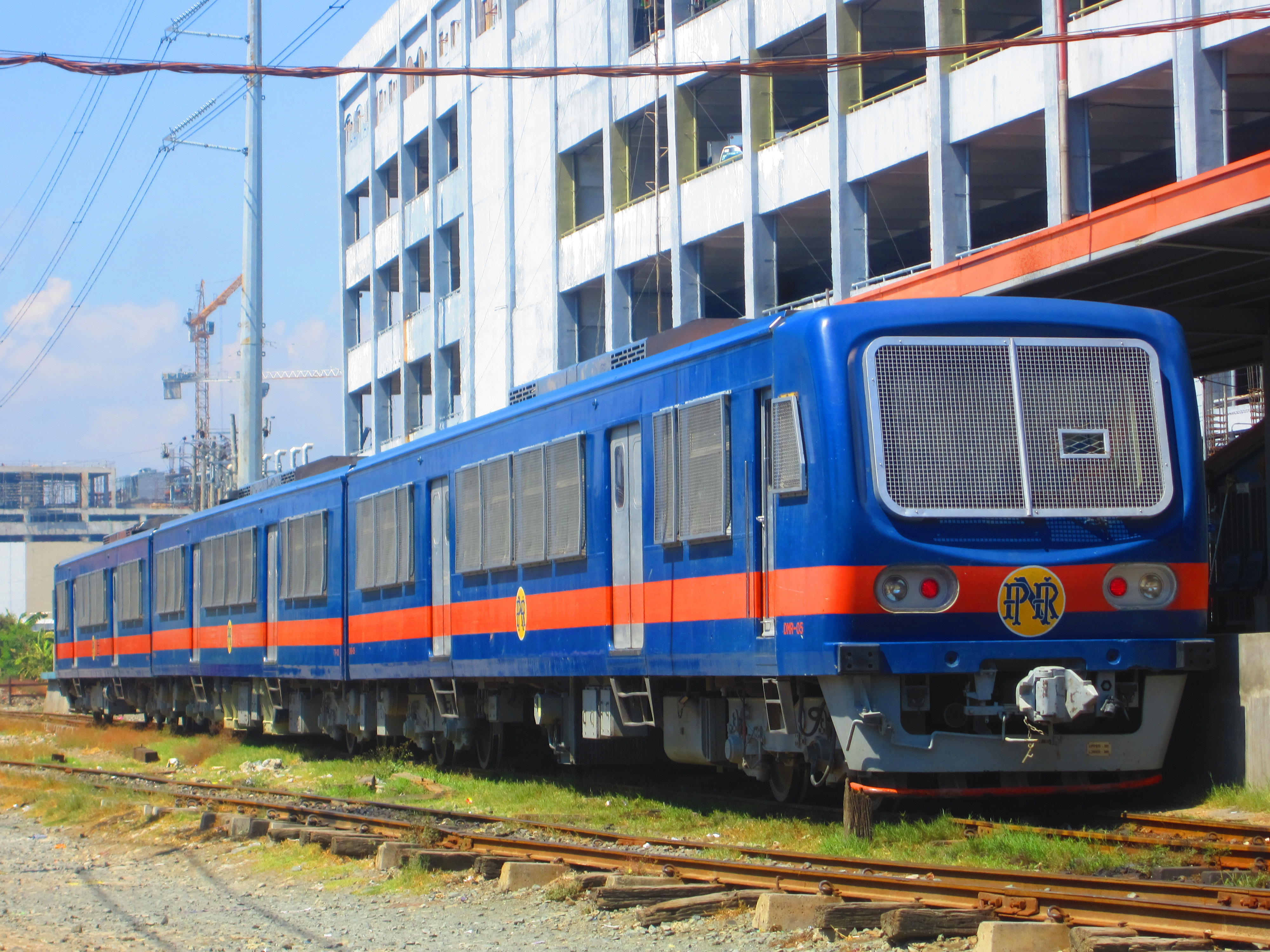
現代ロテム社製のメトロ・コミューター用DMR1気動車
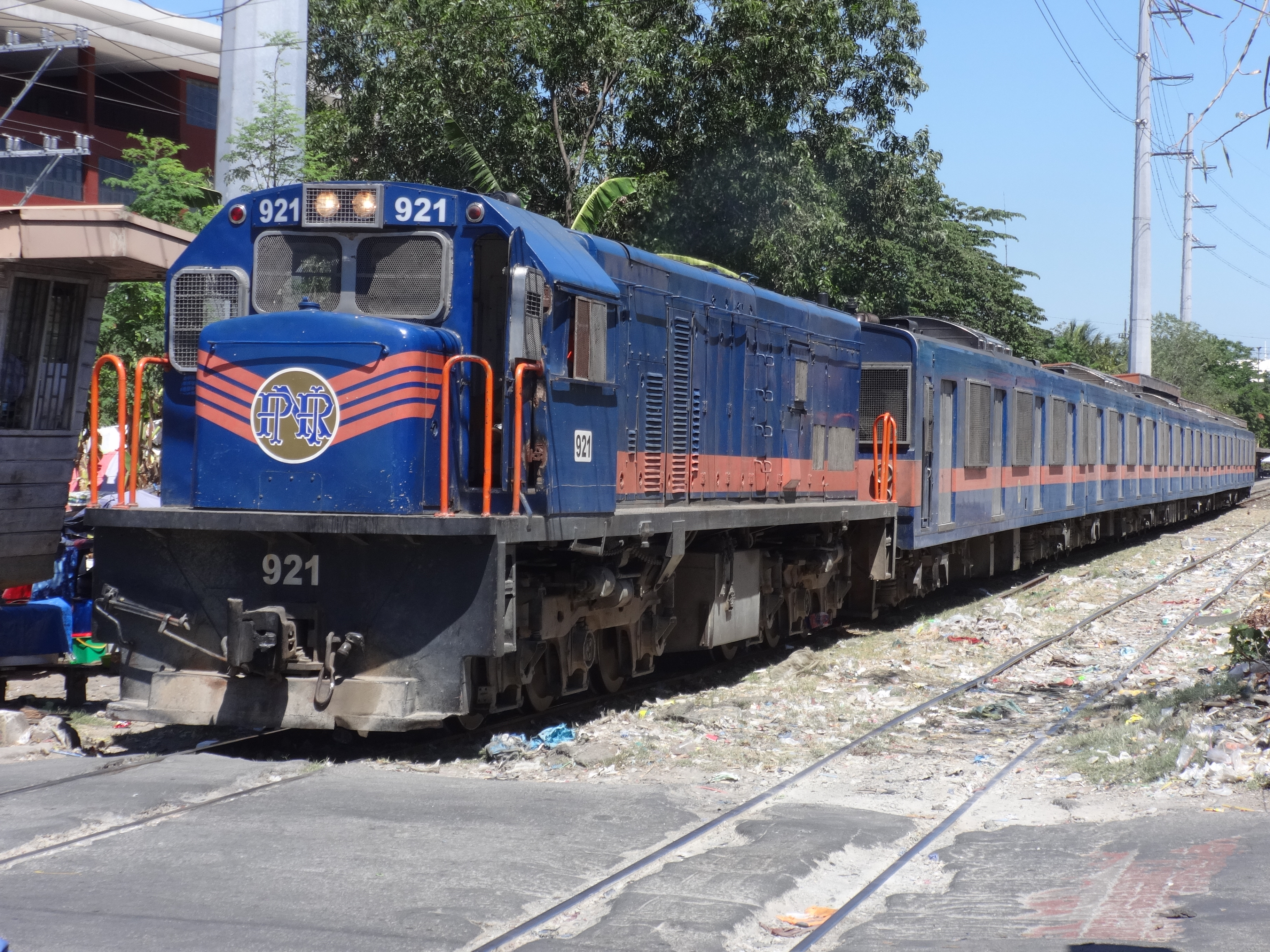
GE社製の900形ディーゼル機関車と国鉄203系電車の編成
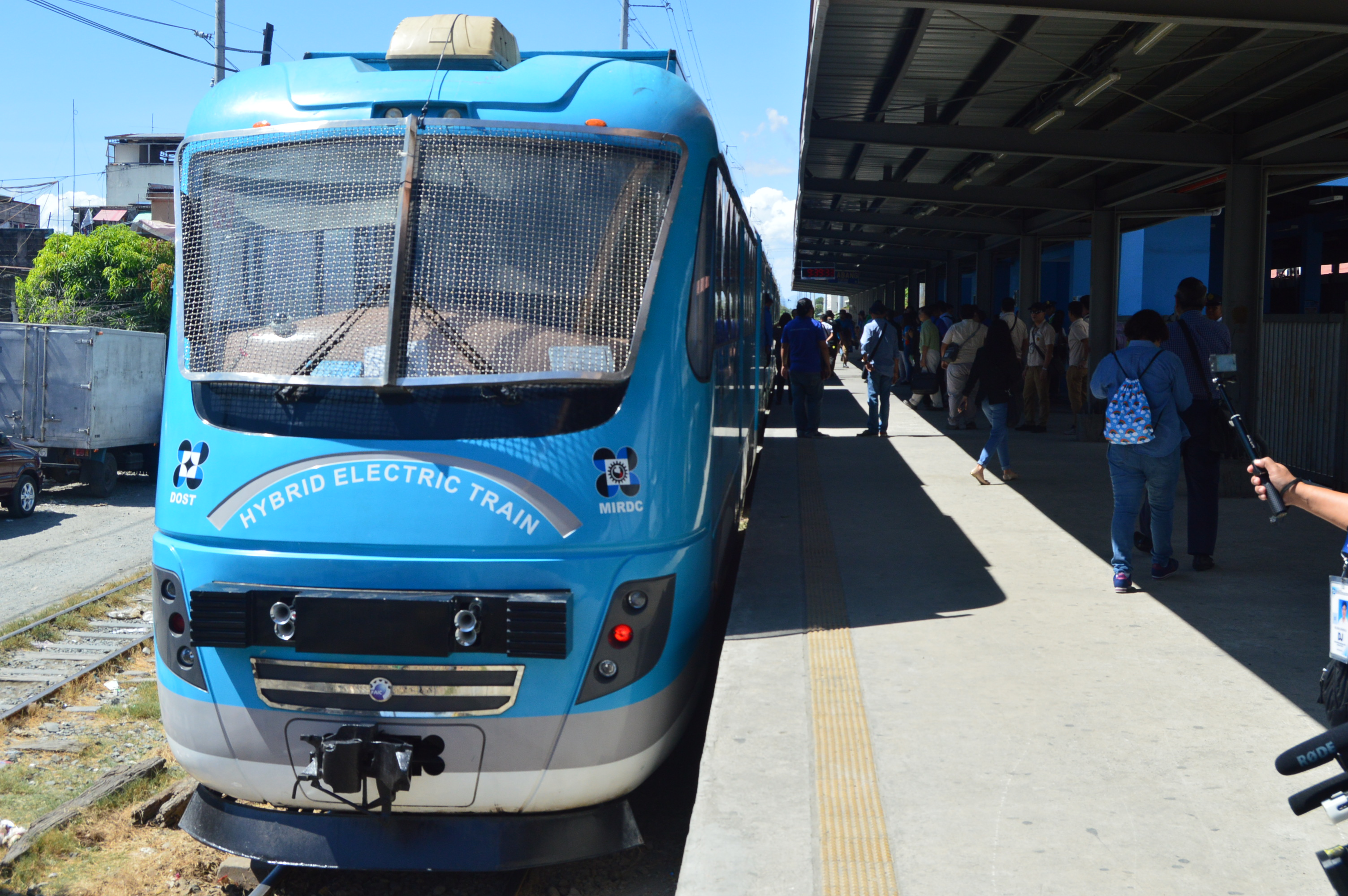
FIL-ASIA社製のハイブリッド・エレクトリック・トレイン
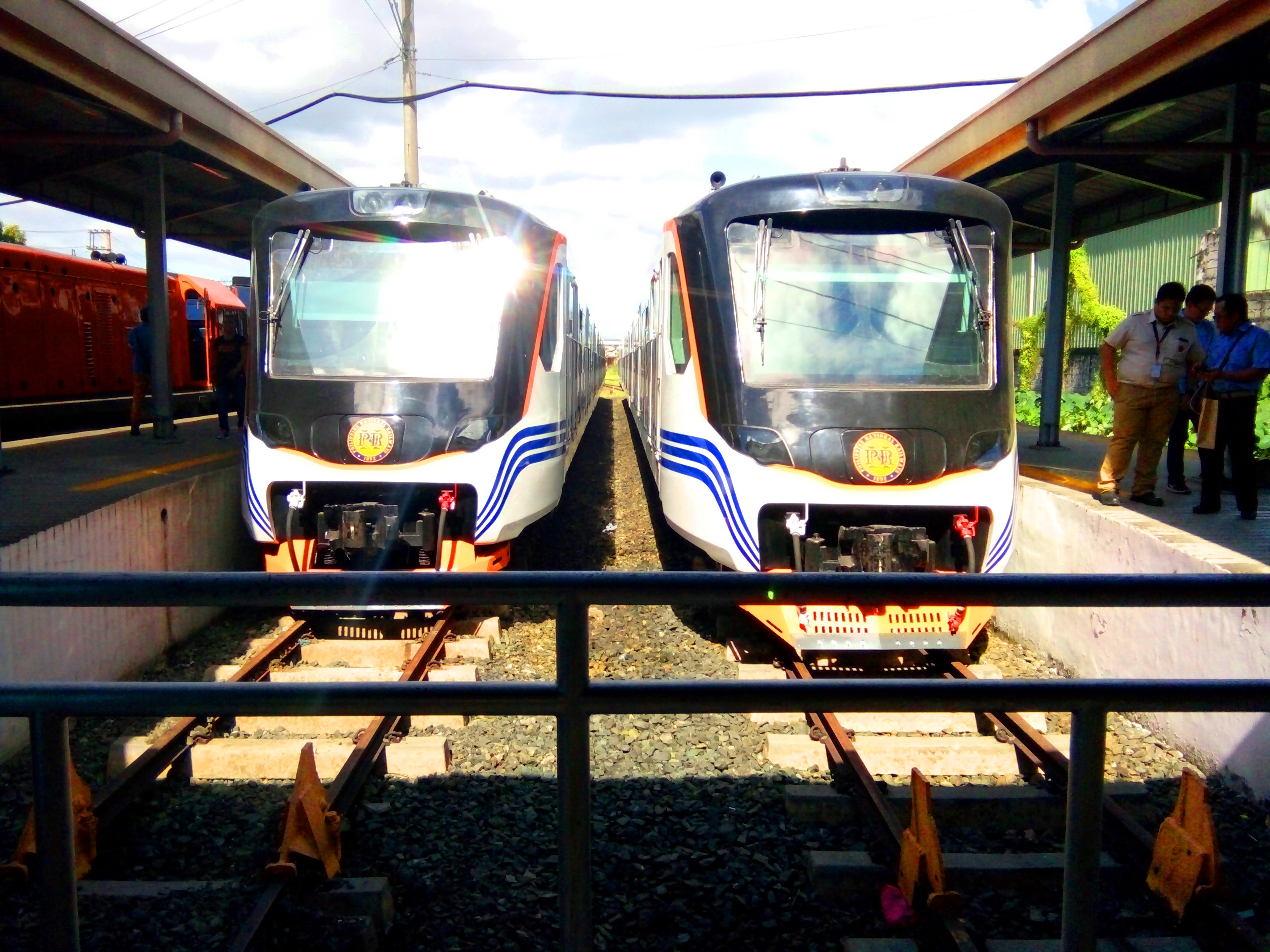
INKA社製のメトロ・コミューター用新型気動車(8000・8100形気動車)

## 路線

### 概要
軌間は1067mmの狭軌。レールは32kg/mまたは37kg/m。2007年現在、路線総延長1,060kmのうち、公式に運行されているのは479km（下記参照）。
マニラの始発駅はトンド地区にあり、正式名称はトゥトゥバン駅 (Tutuban Station)。
この駅から北方線と南方線の2路線が伸びている。

### 北方線
北方線はトゥトゥバン駅から近郊のカローカン市まで通勤列車があるものの（現在運休中）、その先はすでに廃線状態となっている。
- 北方本線

マニラ首都圏からブラカン州、パンパンガ州、タルラック州、パンガシナン州、ラウニオン州までを結ぶ。日本占領下の時代にラウニオン州サンフェルナンドから北に南イロコス州との州境まで延伸された。1984年、パンガシナン州ダグパン以北を廃止。1988年、コラソン・アキノ大統領によりタルラック州タルラック以北を廃止。1991年、ピナトゥボ山噴火によりカローカン以北が廃線状態。

### 南方線
南方線は都市間列車であるビコール・エクスプレス（運休中）と、通勤列車であるメトロ・コミューターおよびビコール・コミューターが運行されている。
- 南方本線

マニラ首都圏からラグナ州、ケソン州、南カマリネス州、アルバイ州までを結ぶ。アルバイ州レガスピから南にソルソゴン州マトノグまで延伸する構想がある。現在、カランバから先が不通となっている。
- サン・ペドロ - カルモナ支線

ラグナ州サン・ペドロ内の支線。カビテ州カルモナの名が付いているが、カルモナ駅はサン・ペドロ市内である。
- ママティド - ブントグ支線

ラグナ州サン・ペドロとカランバを結ぶ。
- カランバ - バウアン支線

ラグナ州カランバからバタンガス州バウアンまでを結ぶ。
- カレッジ - サンタ・クルス支線

ラグナ州ロス・バニョスのカレッジ駅からサンタ・クルスやパグサンハンまでを結ぶ。

### 廃止された路線

#### 北方線
- バラグタス - カバナトゥアン支線

ブラカン州バラグタスからヌエヴァ・エシハ州カバナチュアンまでを結ぶ。第二次世界大戦時に一時的に廃止になる。1969年に再開。1980年代に全線廃止。
- アラヤット - カルメン支線

パンパンガ州アラヤットからフロリダブランカまでを結ぶ。本線とはサンフェルナンドで接続されている。
- フォート・ストッツェンバーグ - ダウ支線

パンパンガ州マバラカットとアンヘレスを結ぶ。
- ダウ - マガラン支線

パンパンガ州マバラカットとマガランを結ぶ。
- タルラック - サンホセ支線

タルラック州タルラックからヌエヴァ・エシハ州サンホセまでを結ぶ。イサベラ州およびカガヤン州への延伸が計画されていた。
- タユグ支線

タルラック州パニキからパンガシナン州サン・キンティンまでを結ぶ。タユグは経由する町。
- サン・ファビアン - キャンプ・ワン支線

パンガシナン州サン・ファビアンとラウニオン州ロサリオを結ぶ。バギオを目指した路線であったが1914年に廃止。
- アリンガイ - バギオ支線

ラウニオン州アリンガイとベンゲット州バギオを結ぶ。山岳地帯のため複数のトンネルがスペイン植民地時代に建設されたが、第二次世界大戦時に廃止。アリンガイの三角線とトンネルが残っているのみである。

#### 南方線
- サンタ・メサ - アンティポロ支線

マニラからリサール州アンティポロまでを結ぶ。サンタ・メサ駅からグアダルーペ駅までの6kmの区間はグアダルーペ線とも呼ばれた。また、パシッグにあったロサリオ駅はロサリオ - モンタルバン支線と分岐する。
- ロサリオ - モンタルバン支線

パシッグからリサール州モンタルバンまでを結ぶ。
- パコ - ナイク支線

マニラからカビテ州ナイクまでを結ぶ。
- レガスピ - タバコ支線

アルバイ州レガスピからタバコまでを結ぶ。
- サン・パブロ - マルバール支線

ラグナ州サン・パブロからバタンガス州マルバールまでを結ぶ。かつての本線であったが、ロス・バニョス - サン・パブロ間の開通に伴い廃止。

## 運行形態

### 広域輸送

#### ビコール・エクスプレス

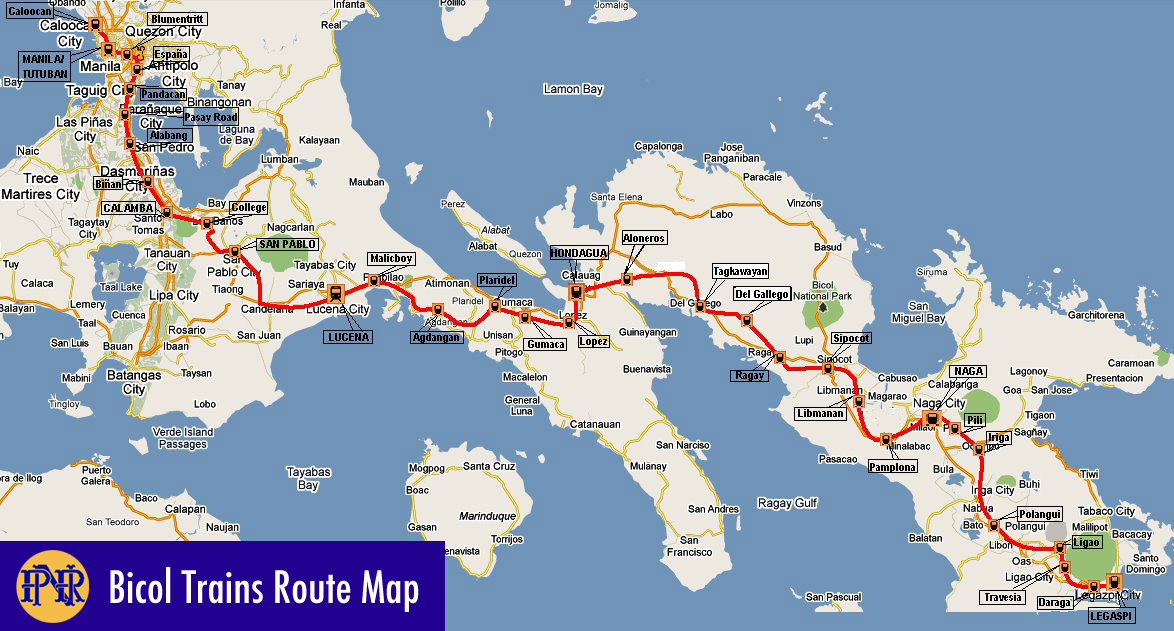
ビコール・エクスプレスの路線図

ビコール・エクスプレスは南方線マニラ - レガスピ間474kmを所要時間12〜13時間で走る長距離列車である。
2006年9月下旬、マニラ首都圏を襲った台風15号(Milenyo)でカランバ(Calamba)の手前3kmのサン・クリストバル川鉄橋が崩壊した。長年に亘る修復作業が完了し、2010年6月29日、マニラ - ナガ区間の運転が再開された。日本のJR東日本から譲渡を受けた車輌（最後は上野・金沢間の寝台特急「北陸」で運用された14系客車）が投入された。午後6:30にトゥトゥバン駅を出発し午前4:00にナガ駅に到着する、フィリピンで唯一の夜行列車として一日1往復の運転を行っている
。
2012年10月に台風の影響でビコール地方の運行は中止され、2018年1月現在も路線が復旧したものの、運行再開において政府の許可が降りていない。

### 地域輸送

#### メトロ・コミューター
メトロ・コミューターはマニラ首都圏からラグナ州カランバまでの地域で運行される通勤列車である。以前はメトロトレンやコミューター・エクスプレスと呼ばれていた。
2007年7月、メトロ・コミューターは、トゥトゥバン駅〜ビニャン駅 (Biñan)間約40kmを1日8往復（土日祝日は6往復）するのみとなっていたが、2007年10月のダイヤ改正により、平日も6往復となり、エスパーニャ駅 - パサイ・ロード駅間で単線運行となった。さらに2008年7月のダイヤ改正で、毎日4往復のみとなり全線単線運行となり、この時から三角屋根の客車は運行されていない。
さらに2009年7月から韓国製の3両編成の新型ディーゼルカーが運行開始、当初はトゥトゥバン駅 -  ビクタン駅間で運行を開始したが、2014年10月にはトゥトゥバン駅 - アラバン駅（ムンティンルパ市）間を8往復、トゥトゥバン駅 - スーカット駅間を9往復していた（計17往復＋旧型車1往復）。トゥトゥバン駅 - スーカット駅間は複線でその他の区間は単線だが、カランバ駅までの複線工事に着手した。2016年8月現在、トゥトゥバン駅 - アラバン駅間で平日21往復、日曜・祝日は19往復運転されている。その後、MAMATID駅まで2往復、その1駅先のカランバ駅まで1往復延伸された。
2014年3月3日にはプレミア・トレインとしてキハ59形「コガネ」が登場した。トゥトゥバン駅を出発した後、ブルメントリット駅、エスパーニャ駅、サンタ・メサ駅、ブエンディア駅、エドゥサ駅、スーカット駅、アラバン駅、サン・ペドロ駅、ビニャン駅、サンタ・ロサ駅に停車する急行タイプとして運行されている。運賃は60ペソ〜90ペソ。2014年5月23日には廃止しJR203系に置き換えて、トゥトゥバン駅 - サンタ・ロサ駅間を各駅停車で運行する予定であった。2014年6月25日に置き換えが完了した。
現在運行されているのは、現代ロテム社製ディーゼルカーDMR1、JRキハ52形、JR203系、INKA社製ディーゼルカー8000形及びキハ59形「コガネ」である。

#### ビコール・コミューター
ビコール・コミューターは南カマリネス州ナガを中心とするビコール地方の通勤列車で、ケソン州タグカワヤンからアルバイ州リガオまでの区間で運行されていた。2009年9月16日から運行が開始された。かつては、全ての列車はJRキハ52形を使用していた。現在は、ナガ駅-シポコット駅間3往復、ナガ駅-レガスピ駅間1往復が運行されている。

## 諸問題

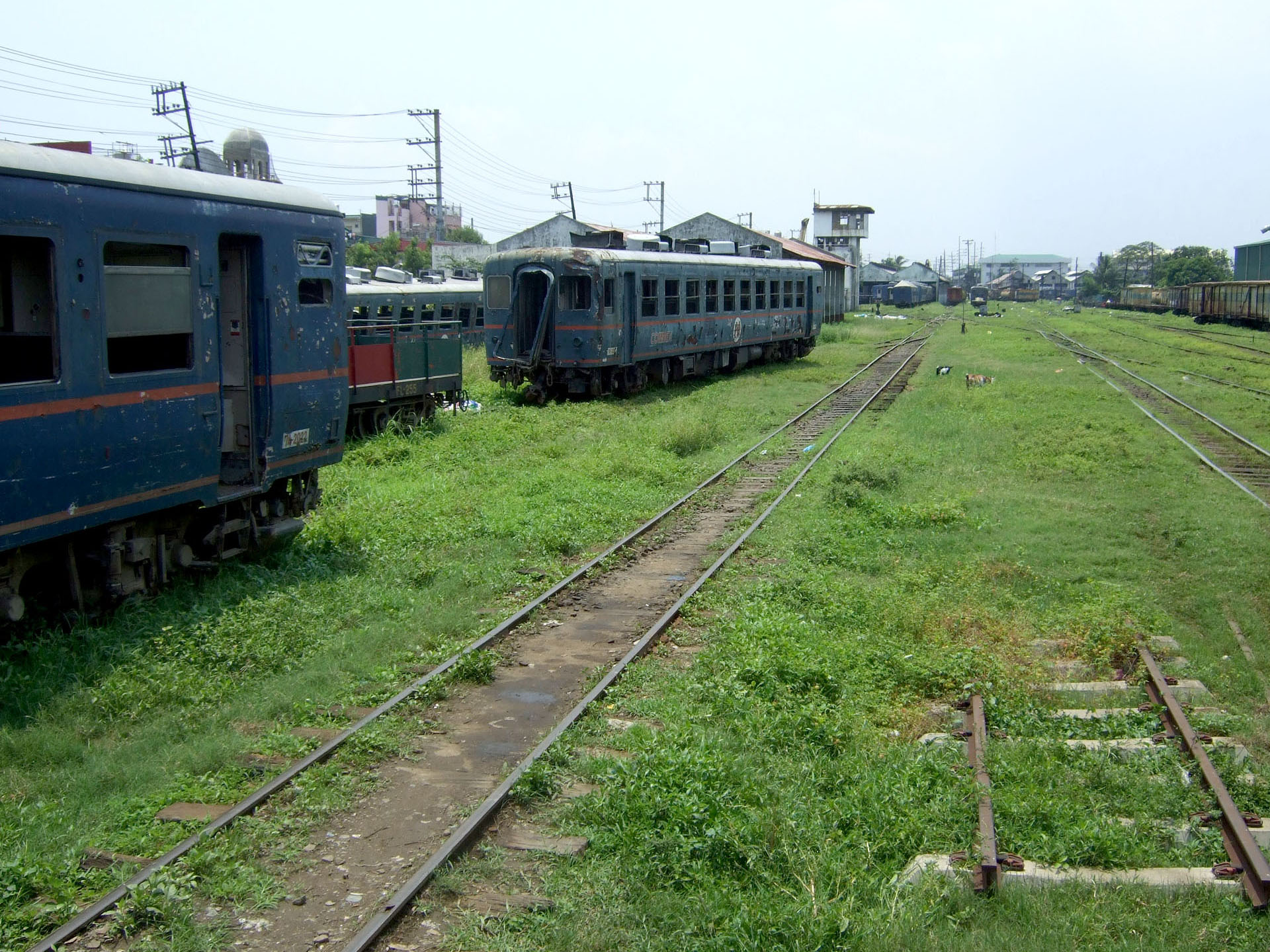
トゥトゥバン駅構内に放置される日本製客車

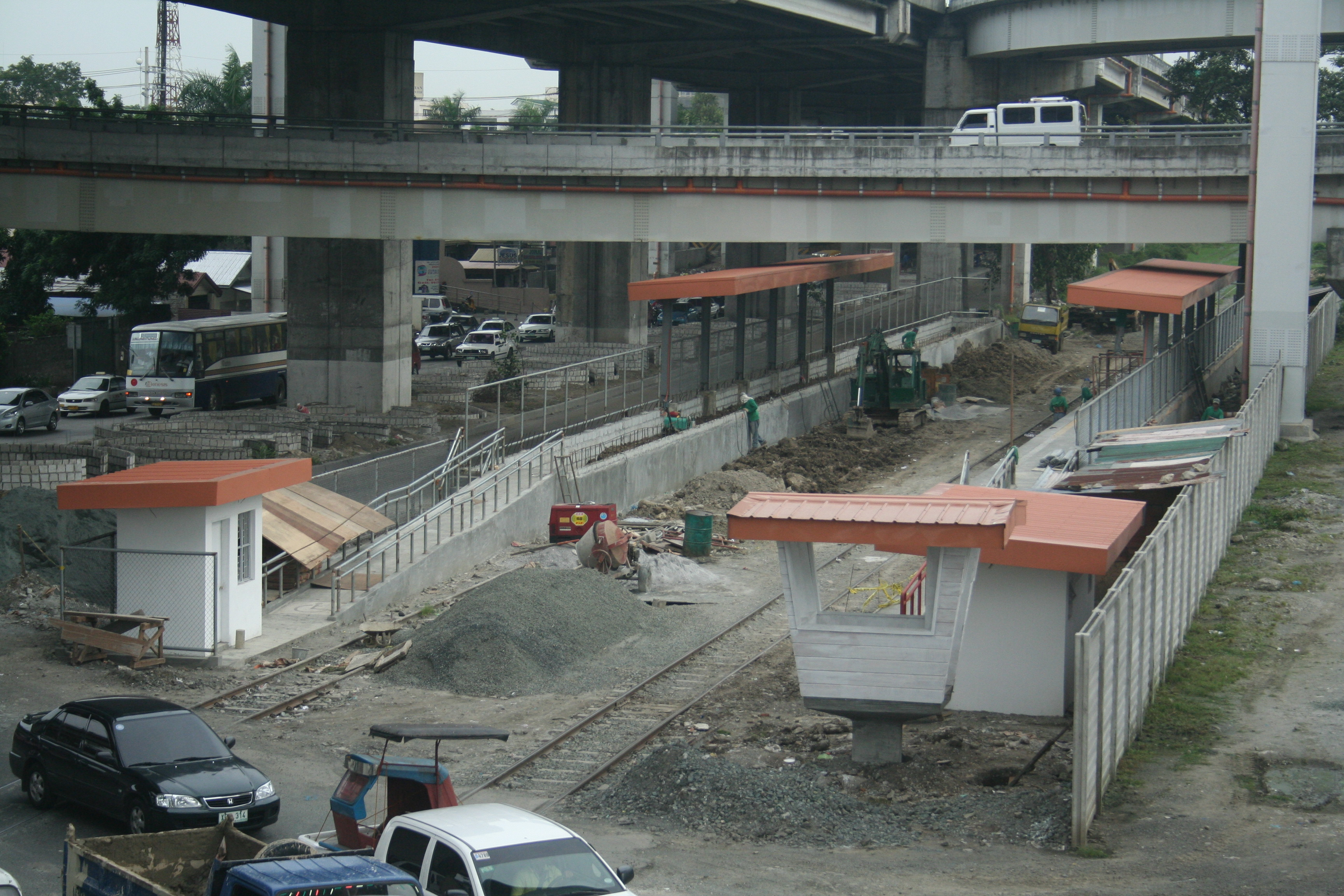
路線更新のための工事現場

### 老朽化
資金不足による設備の老朽化が激しく、保守管理が行き届かない。客車は、日本で廃車になって譲渡された12系・14系や203系電車などが使われているが、いずれも損傷がひどいという。レールは目視でも歪みが分かり、継ぎ目が数cmにおよぶ箇所もある。枕木やバラストは土砂に埋まりほとんど用をなしていない。日頃より整備の行き届いた日本の線路と比較すると、相当状態は悪い。
なお、現在14系客車は全車廃車となり、一部解体された。

### 不法占拠

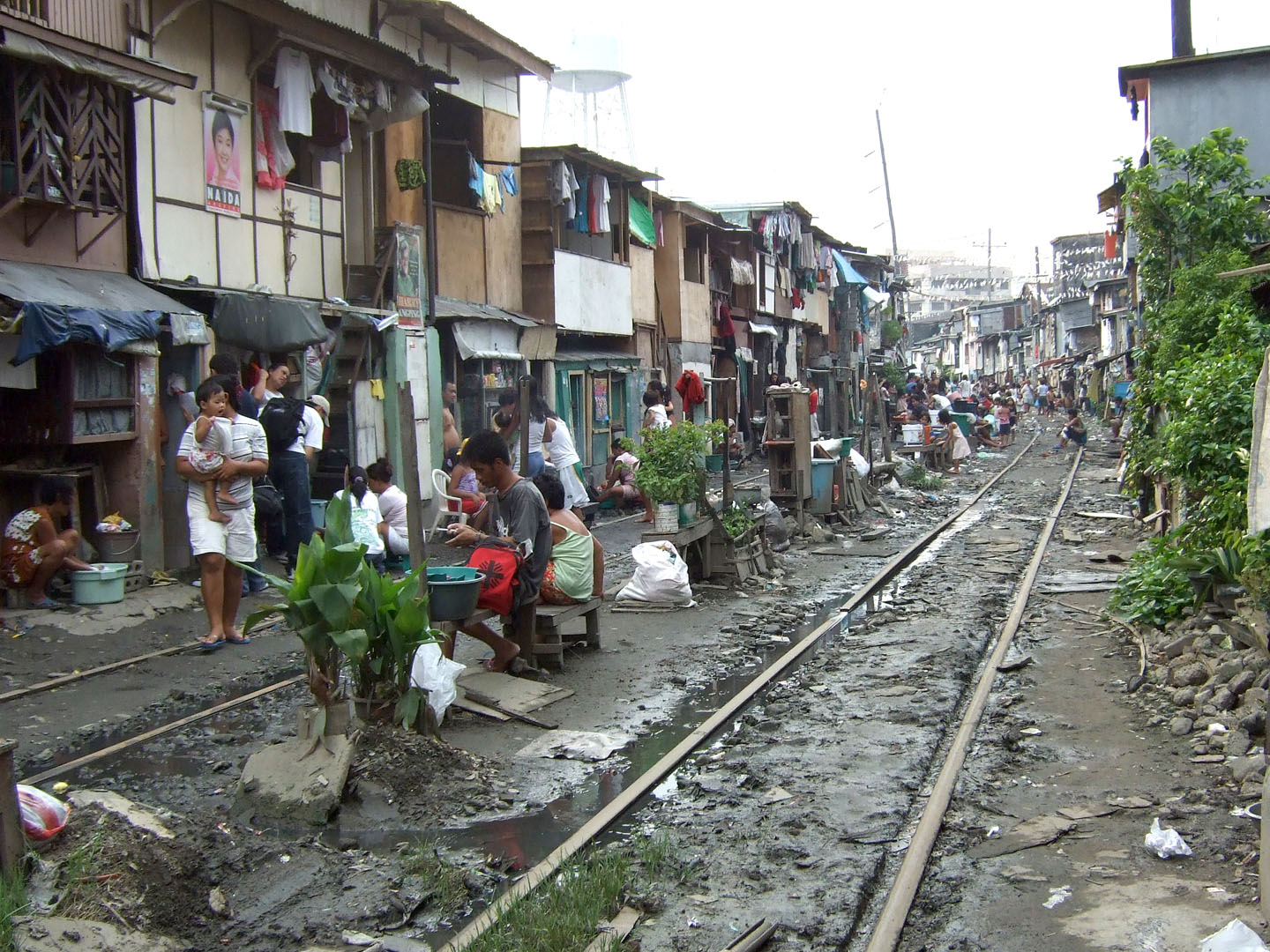
かつては線路が住民の生活の場となっていた

マニラ近郊では、線路敷地内にスコッターによるスラムが形成されており、線路上で食事・洗濯・入浴・ビリヤードなどを行う光景が日常的に見られる。子供による投石や線路への置石も後を絶たないといわれる。また運行本数が少ない上、線路上に人力のトロッコ（バンブートロリー）を走らせる行為が多数みられ、住民や通勤客の重要な交通手段となっている。

列車の運行本数が少ないうえ、常に警笛を鳴らし続けて徐行するため、警笛が聞こえてからテーブルやトロッコを片付けても十分間に合う。そのため、意外にも事故は起きていないと言われる。PNR側も彼らを排除する行動には出ていない。
2009年1月現在マニラ付近の不法占拠者はすべて排除された。かつて民家の軒先が車両に当たるゼロクリアランスの状態であったが、現在は複々線ができるほどの広大な敷地の中を単線運行している。

### 無賃乗車
貧困層の多い地域を走るため無賃乗車が多い。客車の屋根が三角形に尖っているのは無賃乗車を防ぐための措置である。しかし駆け足程度の低速で走行するうえドアが開け放しであり、走行中の列車に容易に乗降できる。あまりにも日常茶飯事のため、他の乗客が気にする様子も無い。

## 将来
現在、フィリピン国鉄により、車両及び線路の修復作業が続いている。2010年6月に再開したビコール・エクスプレスの運行を始めとして、近年、日本のJRから譲り受けた車両の活躍が目立っている。今後の課題は、老朽化したディーゼル機関車（国鉄は電化されていない）と線路（枕木とバラスト軌道の修復）と言われている。

### 新型車両の導入
インドネシアのインダストリ・クレタ・アピ(PT.INKA)から新たに気動車、ディーゼル機関車、客車を2019年から2020年にかけて導入される。また、2019年7月をめどにハイブリッド・エレクトリック・トレインの営業運転を開始する見込みである。
2019年12月16日よりINKA製気動車2編成の営業運転を開始した。

### ノースレール計画
事実上廃線となっている北方線を再利用して「ノースレール」(North-rail) と称し、マニラとクラーク経済特別区を結ぶ計画が検討されている。計画では現在の単線から複線に、地上から高架に、軌間を1,067mmから1,435mmに変更する予定である。事業費用は5億米ドル程度と見積もられ、そのうち4億米ドル分については中華人民共和国が無償資金協力を申し出た。2006年11月に準備工事が始まったが、建設の遅れや中断、南シナ海問題が度重なった。2009年1月に建設は再開したが、2011年3月に建設は中断した。アロヨ政権時代に中国企業Sinomachとの間で締結した契約について、アキノ政権は不法な契約および汚職を問題として計画を中止した。
2012年、フィリピン運輸通信省 (DOTC)はカナダ企業CPCSによる、フィジビリティスタディを行うことで事業を再開させることを検討した。

### 南北通勤鉄道計画
頓挫したノースレール計画に代わり、ラグナ州カランバ駅からマニラのトゥトゥバン駅、ブラカン州マロロス駅を通りクラークシティまでを結ぶ計画。また、クラーク国際空港とも接続し、フィリピン初の空港連絡鉄道としても機能する。第一期はトゥトゥバンからマロロス約38kmを結ぶ鉄道計画で、2015年1月19日、マニラにおいて日本の安倍晋三内閣総理大臣とフィリピンのベニグノ・アキノ3世大統領が立会い、日本が支援する旨の署名式が開催された。
軌間は1,435mm（標準軌）、直流1500Vの架空電車線方式を採用した高架鉄道として建設され、車両104両は住友商事と総合車両製作所が受注した。